# Партія простих людей Сергія Капліна
Па́ртія прости́х люде́й Сергі́я Ка́пліна (до 24.03.2020 Робітнича партія України) — політична партія, лідером якої є Каплін Сергій Миколайович, Код ЄДРПОУ — 38238579.

## Лідер партії
Каплі́н Сергі́й Микола́йович — український громадський діяч та політик.
Народний депутат України 7-го скликання, секретар Комітету Верховної Ради України з питань національної безпеки і оборони.

## Дата створення
Партію засновано березні 2012 року. Свою політичну партію — Партію простих людей — народний депутат С. Каплін презентував 23 червня в Кременчуці.
До березня 2020 року партія мала назву «Робітнича партія України». З березня 2020 року партія змінила назву на «Партію простих людей Сергія Капліна».

## Участь у виборах
Партія брала участь у місцевих виборах 25 жовтня 2020 року. Кількість обраних депутатів від партії — 15.

## Результати виборів
Кількість голосів, поданих за політичну партію на виборах 25 жовтня 2020 року — 1769. Кількість отриманих депутатських мандатів — 3.

## Висуванці від партії
Капліна Владлена Олександрівна висувалася від партії на проміжних виборах у народні депутати України в одномандатному виборчому окрузі № 208 25 жовтня 2020 року.
Також балотується до Полтавської міської ради разом із Сергієм Капліним. Тож вона агітує за себе одразу дві громади — Чернігівщини та Полтави.